# 毛秆野古草
毛秆野古草（学名：Arundinella hirta）是禾本科野古草属的植物。分布在俄罗斯远东地区、日本、朝鲜以及中国大陆的湖南、湖北、江苏、江西等地，生长于海拔3米至1,000米的地区，一般生长在路旁、山坡或灌丛中，目前尚未由人工引种栽培。